# Dąbrowa Wronowska
Dąbrowa Wronowska – wieś w Polsce położona w województwie lubelskim, w powiecie opolskim, w gminie Poniatowa.
| SIMC    | Nazwa            | Rodzaj    |
| ------- | ---------------- | --------- |
| 1023121 | Klin Ratoszyński | część wsi |
| 1023167 | Kudlak           | część wsi |

W latach 1975–1998 miejscowość administracyjnie należała do ówczesnego województwa lubelskiego.
Wieś stanowi sołectwo w gminie Poniatowa. Według Narodowego Spisu Powszechnego z roku 2011 wieś liczyła 391 mieszkańców.
Znajduje się tu jednostka Ochotniczej Straży Pożarnej.
Wierni Kościoła rzymskokatolickiego należą do parafii Trójcy Świętej i Narodzenia Najświętszej Maryi Panny w Chodlu.

## Historia
Dąbrowa Wronowska, występuje w roku 1899 w Księgach diecezjalnych lubelskich, jako Dąbrowa w skorowidzu z roku 1933 str. 313, Dąbrowa Wronowska, kolonia w spisie miejscowości PRL z roku 1967.